# Typographeum
Als Typographeum bezeichnet man die Gesamtheit der Einrichtungen des Buchdrucks mit beweglichen Lettern, also die Typografie an sich, den Verlag, die Druckerei, gegebenenfalls den Buchbinder, den Buchhandel sowie die Autoren, Leser und Kritiker; im Sinne von Marshall McLuhan spricht man auch von der „Gutenberg-Galaxis“.
Das Publikationssystem des Typographeums gilt als Katalysator eines grundlegenden Wandels; es löste ab Mitte des 15. Jahrhunderts das System der Skriptorien ab und bewirkte grundlegende Veränderungen der Bibliotheken, des Theaters und der Foren. Als mediengenealogische Epoche folgt das Typographeum den Epochen der Oralität und der Literalität; auf das Typographeum folgt demnach das elektronische Zeitalter.